# L'Home Formiga
L'Home Formiga (originalment en anglès: Ant-Man) és el nom de diversos personatges de ficció que apareixen en els còmics publicats per Marvel Comics. Ant-Man va ser originalment el personatge superheroi de Hank Pym (Henry Pym) un brillant científic que va inventar una substància que li va permetre canviar la seva mida. Hank Pym va ser creat per Stan Lee, Larry Lieber i Jack Kirby, va aparèixer per primera vegada al número 27 de Tales to Astonish, publicat el 28 de setembre de 1961, amb data de portada gener de 1962; la seva primera aparició com a Ant-Man va ser a Tales to Astonish, número 35, publicat el 5 de juny de 1962 amb data de portada setembre 1962.
Posteriorment Pym va deixar la seva identitat d'Ant-Man. Els seus successors, Scott Lang i Eric O'Grady varen utilitzar la tecnologia de Pym per assumir el paper d'Ant-Man.

## Biografia de ficció
Al llarg dels anys, diferents personatges han assumit el nom i la personalitat d'Ant-Man, la majoria dels quals han estat relacionats amb Els Venjadors.

### Henry Pym
El biofísic i expert del Centre d'Operacions de Seguretat Dr. Henry "Hank" Pym va decidir convertir-se en un superheroi després de descobrir una substància química (partícules Pym) que permetia a l'usuari modificar la seva grandària. Armat amb un casc que podia controlar formigues, Pym es reduïa fins a la mida d'un insecte per convertir-se en el misteriós, Home Formiga.
Aviat va compartir el seu descobriment amb la seva xicota, Janet Van Dyne, que es va convertir en el seu soci per combatre el crim amb l'àlter ego de La Vespa.
 El duo es convertirien en membres fundadors dels Venjadors, la lluita contra els enemics recurrents com el científic boig Egghead, el mutant Whirlwind i la pròpia creació robòtica de Pym Ultron.
A mesura que avançaven els seus experiments va tenir varis àlter ego, és així com amb el nom d'Home Formiga, pot controlar mentalment les formigues i reduir-se fins a la seva mida, per mitjà d'una fórmula descoberta per ell mateix, va aconseguir l'habilitat de fer creixa la seva mida, convertint-se amb l'Home Gegant, posterior ment va ser Goliat, La Vespa (com la seva dona) i Yellowjacket. Les seves habitabilitats i super poder sempre han estat relacionats amb la capacitat de modificar la seva mida i amb els coneixements científics que pot desenvolupar gràcies a la seva gran intel·ligència.

### Scott Lang
Scott Lang (Home Formiga) era un lladre que es va convertir en Ant-Man, després que robés un uniforme d'Ant-Man a Henry Pym, per salvar la seva filla Cassie d'una malaltia del cor. Es va reformar de la seva vida de crims, i aviat va fer una carrera a temps complet com Ant-Man, amb l'estímul de Hank Pym. Es va convertir en membre dels Quatre Fantàstics, i posterior-ment es va convertir en membre a temps complet dels Venjadors. Durant un període sortia amb Jessica Jones. Més tard va ser assassinat per la Bruixa Escarlata. Juntament amb la Visió i Hawkeye va desmuntar els venjadors, i la seva filla, Cassie, va agafar tant el seu relleu d'heroi com Stature (Estatura) al còmic Young Avengers. Va ser extret del corrent temporal abans de la seva mort el 2011 a la mini sèrie, Avengers: the Children's Crusade (Venjadors: La Croada dels Nens), però va perdre a la seva filla quan ella heroicament es va sacrificar per aturar una súper càrrega del Doctor Doom, qui més tard la va reanimar durant l'esdeveniment AXIS. Després de la seva ressurrecció, va liderar un grup substitut dels Quatre Fantàstics, la nova Future Foundation.

### Eric O'Grady
Eric O'Grady és el tercer personatge que va prendre el rol d'Home Formiga. O'Grady era un agent de baix nivell de SHIELD que va topar amb l'uniforme de Ant-Man a la seu de SHIELD. Un home de poques moralitats i disposat a mentir, enganyar, robar i manipular per tirar endavant a la vida, Eric va robar l'armadura per als seus propis plans egoístes, que incloïa l'ús del seu estatus de "superheroi" per seduir les dones i humiliar i atormentar els altres. Va tenir el seu propi títol de curta durada abans de formar part d'altres equips com unir-se a Avengers: The Initiative com a primer equip i després incorporar-se als Thunderbolts i posteriorment als Secret Avengers, on va morir heroicament mentre defensava un nen contra el malvat conegut com a Father, que el va substituir per un LMD anomenat Black Ant (Formiga Negra).